# Ariocarpus kotschoubeyanus
Espèce
Statut de conservation UICN

 NT  : Quasi menacé
Ariocarpus kotschoubeyanus est une espèce de cactus du genre Ariocarpus, originaire de l'état de Durango, Nuevo León et San Luis Potosí au Mexique.
Le nom kotschoubeyanus a été donné par Charles Lemaire en l'honneur du Prince Vassili Viktorovitch Kotchoubeï (1812-1850).

## Son habitat
Ariocarpus kotschoubeyanus a la plus grande aire de répartition du genre. Elle s'étale sur pas moins des 6 états mexicains où sont présents les Ariocarpus (Coahuila, Nuevo Leon, San Luis Potosi, Tamaulipas, Zacatecas et Querétaro), sur une distance d'environ 600 km et pour des altitudes allant de 1 000 à 1 400 mètres.

## Description
Cette espèce est la plus petite du genre. La rosette, déprimée en son centre, reste très plate ne dépassant pas 3 cm de hauteur pour 7 cm de diamètre.
Les tubercules triangulaires, plutôt vert sombre, sont sillonnés par de la laine et se terminent en pointe. Ils sont également non-verruqueux, assez plats, avec une taille d'environ 1,5 cm de long sur 1 cm de large.
La floraison est rose foncé ou mauve, pistil blanc, stigmates blancs et anthères jaunes. Les graines font environ 1 mm de diamètre.

## Synonymes
Ariocarpus kotschoubeyanus a pour synonymes :
- Anhalonium fissipedum Monv. ex C.F.Forst.
- Anhalonium kotchubeyi Lem. ex Salm-Dyck
- Anhalonium kotschoubeyanum Lem.
- Anhalonium sulcatum Salm-Dyck
- Ariocarpus kotschoubeyanus subsp. albiflorus (Backeb.) Glass
- Ariocarpus kotschoubeyanus subsp. elephantidens Halda
- Ariocarpus kotschoubeyanus var. elephantidens Skarupke
- Ariocarpus kotschoubeyanus subsp. neotulensis Halda
- Ariocarpus kotschoubeyanus subsp. skarupkeanus Halda & Horácek
- Ariocarpus kotschoubeyanus subsp. sladkovskyi Halda & Horácek
- Ariocarpus kotschoubeyanus subsp. tulensis Halda
- Ariocarpus rotchubeyanus Cobbold
- Ariocarpus sulcatus (Salm-Dyck) K.Schum.
- Mammillaria sulcata Salm-Dyck
- Roseocactus kotschoubeyanus (Lem.) A.Berger
- Roseocactus kotschoubeyanus var. albiflorus Backeb.
- Stromatocactus kotschoubeyi Karw. ex C.F.Först. & Rümpler

## Liste des sous-espèces et variétés
Selon Tropicos (7 février 2021) :

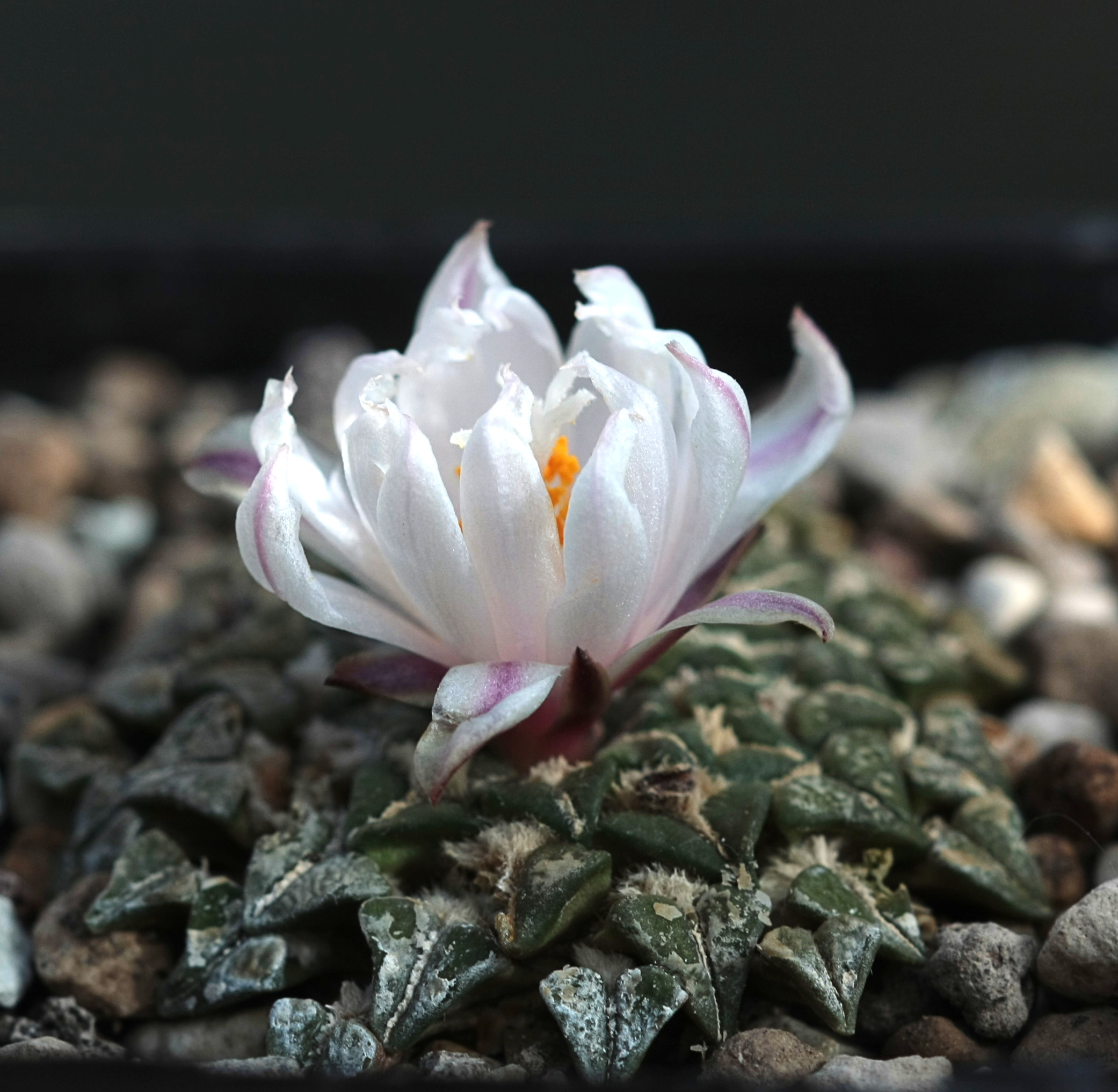
Ariocarpus kotschoubeyanus var. albiflorus = Ariocarpus kotschoubeyanus.

- sous-espèce Ariocarpus kotschoubeyanus subsp. agavoides (Castañeda) Halda ≡ Ariocarpus agavoides
- sous-espèce Ariocarpus kotschoubeyanus subsp. albiflorus (Backeb.) Glass = Ariocarpus kotschoubeyanus
- sous-espèce Ariocarpus kotschoubeyanus subsp. bravoanus (H.M. Hern. & E.F. Anderson) Halda ≡ Ariocarpus fissuratus subsp. bravoanus
- sous-espèce Ariocarpus kotschoubeyanus subsp. elephantidens Halda = Ariocarpus kotschoubeyanus
- sous-espèce Ariocarpus kotschoubeyanus subsp. macdowellii (W.T. Marshall) Halda = Ariocarpus kotschoubeyanus
- sous-espèce Ariocarpus kotschoubeyanus subsp. neotulensis Halda
- sous-espèce Ariocarpus kotschoubeyanus subsp. skarupkeanus Halda & Horácek
- sous-espèce Ariocarpus kotschoubeyanus subsp. sladkovskyi Halda & Horácek = Ariocarpus kotschoubeyanus